# Junya Sano
Junya Sano (Japans: 佐野 淳哉 Sano Jun'ya; Shizuoka, 9 januari 1989) is een Japans voormalig wielrenner die in 2023 nog reed voor Matrix Powertag.

## Overwinningen
2010
2e etappe Ronde van Kumano
2011
3e etappe Ronde van Hokkaido
 Japans kampioenschap tijdrijden, elite
2012
 Japans kampioenschap tijdrijden, elite
2014
 Japans kampioen op de weg, elite
 Japans kampioenschap tijdrijden, elite
2016
 Japans kampioenschap tijdrijden, elite
2017
Ronde van Okinawa
 Japans kampioenschap tijdrijden, elite
2018
3e etappe Ronde van Kumano
 Japans kampioenschap op de weg, elite

## Ploegen
- 2005 –  Team Bridgestone Anchor
- 2006 –  Cycle Racing Team Vang
- 2007 –  Nippo Corporation-Meitan Hompo co. LTD-Asada
- 2008 –  Nippo-Endeka
- 2010 –  Team Nippo
- 2011 –  D'Angelo & Antenucci-Nippo
- 2012 –  Team Nippo
- 2013 –  Vini Fantini-Selle Italia
- 2015 –  Nasu Blasen
- 2016 –  Matrix Powertag
- 2017 –  Matrix Powertag
- 2018 –  Matrix Powertag
- 2019 –  Matrix Powertag
- 2023 –  Matrix Powertag

Doi · Fernández · Hashimoto · Manabe · Mase · Mukaigawa · Nagara · Sano · Takubo · Toribio · Yasuhara